# Caulleriella pacifica
Caulleriella pacifica är en ringmaskart som beskrevs av E. Berkeley 1929. Caulleriella pacifica ingår i släktet Caulleriella och familjen Cirratulidae. Inga underarter finns listade i Catalogue of Life.